# Rothia martha
Rothia martha är en fjärilsart som beskrevs av Charles Oberthür 1923. Rothia martha ingår i släktet Rothia och familjen nattflyn. Inga underarter finns listade.